# Nellie Bly
Nellie Bly (eg. Elizabeth Jane Cochran eller Cochrane), född 5 maj 1864 i Cochran's Mills i Armstrong County, Pennsylvania, död 27 januari 1922 i New York, var en amerikansk undersökande journalist.
Redan som 25-åring genomförde Bly en mycket speciell reportageresa. Hennes uppgift var att försöka slå Phileas Foggs "litterära" rekord på 80 dagar för en jordenruntresa, något hon klarade med marginal på 8 dagar. Dessförinnan hade hon wallraffat sig in i New Yorks mentalvård.

## Biografi

### Bakgrund och tidig karriär
Elizabeth Cochran föddes 1864, i den lilla byn Cochran's Mills utanför Pittsburgh i Pennsylvania. Hon fick sin första utbildning i hemmet men gick senare i skola i Indiana. 1881 flyttade familjen till Pittsburgh, och det var där hon debuterade i journalistyrket. Sedan Pittsburgh Dispatch 1885 hade publicerat artikeln "What girls are good for", i vilken man ville inskränka kvinnans värld till hushållsarbete och familj, författade den 18-åriga Cochran ett engagerat svarsbrev. Resultatet blev att chefredaktören erbjöd henne arbete och föreslog pseudonymen Nellie Bly, efter en populär sång av Stephen Foster.
Nellie Bly fick göra en artikelserie om kvinnliga arbetare, hon skrev om barnarbete och skilsmässor, innan hon så småningom blev societets- och konstredaktör. 1887 reste hon med sin mor till Mexiko. Hon skickade hem en serie artiklar om de sociala förhållandena där, vilka även samlades i boken Six Months in Mexico.

### Wallraff-journalistik
Tillbaka i USA flyttade hon till New York-tidningen New York World, där hon gjorde en serie initierade reportage om mentalvården; genom att spela sinnessjuk blev hon intagen på Blackwell Islands dårhus. Hennes artiklar, som även samlades i boken Ten Days in a Madhouse, ledde snabbt till reformer på hospitalen. Med liknande wallraffande skrev hon även reportage om slumlivet, arbetsförhållandena i fabrikerna och om sol-och-vårares metoder.

### Resa jorden runt
I november 1889 fick hon uppdraget att försöka slå Phileas Foggs fiktiva rekord från Jules Vernes roman Jorden runt på 80 dagar. Hon började sin resa den 14 november samma år, och resan väckte internationell uppmärksamhet. The World publicerade dagliga artiklar och anordnade en tävling där läsarna fick gissa hur lång tid Nellie Bly skulle ta på sig. Nästan en miljon tävlingssvar konkurrerade om förstaprisets Europaresa. Nellie Bly färdades med båt och tåg, i rikshor och sampaner, till häst och på åsna. I Frankrike passade hon på att intervjua Jules Verne. Under den sista etappen från San Francisco till New York färdades hon med ett specialtåg, som vid varje station hälsades av blåsorkestrar och fyrverkerier. Hon anlände till en jublande folkmassa i New York 72 dagar, 6 timmar och 11 minuter efter starten, och klarade med god marginal det uppsatta målet. Alla äventyren från resan beskrev hon också i sin bok Jorden runt på 72 dagar utgiven 1890.
Vid denna tid var det många som tyckte att kvinnor inte borde resa alls utan sina män, och många höjde på ögonbrynen över att en kvinna gjorde en så äventyrlig resa helt ensam, dessutom bara 25 år gammal. Hon blev därför en viktig förebild för kvinnors förbättrade ställning i samhället.

### Giftermål och konkurs
1895 gifte sig Nellie Bly med den nästan 40 år äldre industrimagnaten Robert Seaman. När han avled 1904, försökte hon driva hans företag på egen hand. Hon genomförde långtgående reformer för arbetarna, som fick tillgång till bibliotek, motionsanläggningar, hälsovård och vidareutbildning. Långdragna juridiska processer mot korrumperade anställda slukade dock större delen av hennes förmögenhet, och 1913 gick hon i konkurs.
Hon reste 1914 till Europa och blev där fast under första världskriget. Hon valde då att som frilansande reporter skildra händelserna på östfronten. Från 1919 återkom hon som journalist på tidningen New York Journal, dock utan samma framgångar som i ungdomen. Tre år senare avled hon i lunginflammation.

## Betydelse
Än i dag hyllas Nellie Bly av amerikanska journalister som en stor föregångare. I Brooklyn i New York finns nöjesparken Nellie Bly Park, som tagit "Jorden runt på 80 dagar" som sitt tema.
Bly har fått nedslagskratern Bly på planeten Venus uppkallad efter sig.